# Llista de països amb majors despeses militars

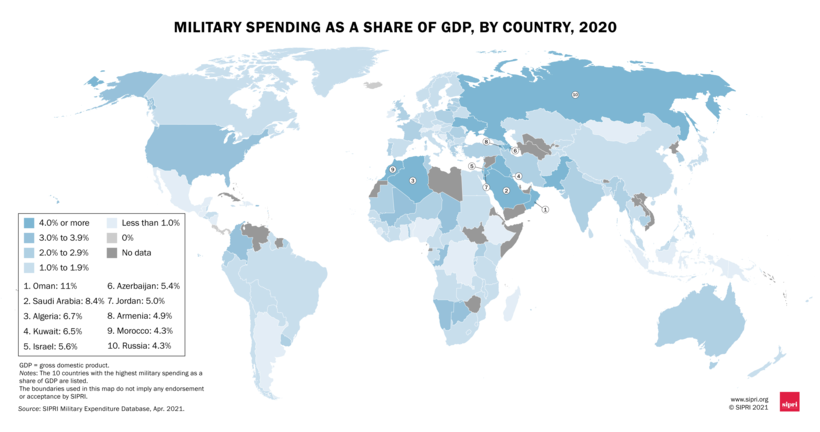
Mapa de la despesa militar com a percentatge del PIB dels països el 2020, segons l'Institut Internacional d'Estudis per a la Pau d'Estocolm

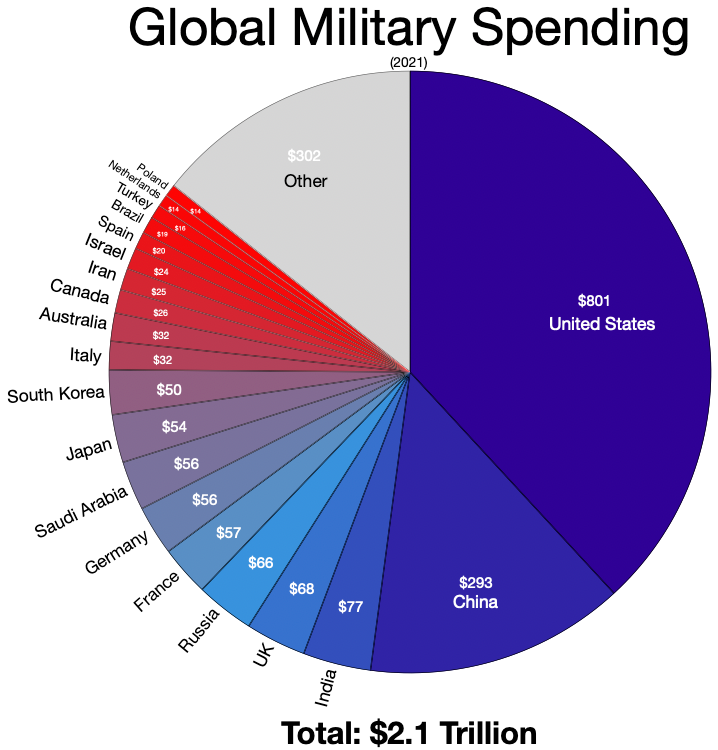
Despesa militar mundial el 2021

Una despesa militar o pressupost militar o pressupost de defensa, és la quantitat de recursos financers que dedica un estat sobirà per aixecar i mantenir unes forces armades o altres mètodes essencials per a propòsits de defensa.

## Despesa militar més alta, total
La primera llista es basa en el full informatiu de l'Institut Internacional d'Estudis per a la Pau d'Estocolm (SIPRI), que inclou una llista dels 40 estats amb més despesa militar del món a partir del 2022, basat en els tipus de canvi actuals del mercat.
La segona llista es basa en l'edició de 2022 de The Military Balance, publicada per l'Institut Internacional d'Estudis Estratègics (IISS) utilitzant els tipus de canvi mitjans del mercat.
Algunes fonts diuen que la despesa militar de Rússia i la Xina són realment molt superiors al gràfic a causa del mercat captiu i la paritat de preus de compra en aquests països.
| Posició | País           | Despesa (miliards de dòlars EUA) | % del PIB | % de la despesa global |
| ------- | -------------- | -------------------------------- | --------- | ---------------------- |
|         | Total mundial  | 2.240                            | 2,2       | 100                    |
| 01      | Estats Units   | 877,0                            | 3,5       | 39                     |
| 02      | Xina           | 292,0                            | 1,6       | 13                     |
| 03      | Rússia         | 864                              | 4,1       | 3,9                    |
| 04      | Índia          | 814                              | 2,4       | 3,6                    |
| 05      | Aràbia Saudita | 75,0                             | 7,4       | 3,3                    |
| 06      | Regne Unit     | 68,5                             | 2,2       | 3,1                    |
| 07      | Alemanya       | 55,8                             | 1,4       | 2,5                    |
| 08      | França         | 53,6                             | 1,9       | 2,4                    |
| 09      | Corea del Sud  | 46,4                             | 2,7       | 2,1                    |
| 100     | Japó           | 46,0                             | 1,1       | 2,1                    |
| 11      | Ucraïna        | 44,0                             | 34        | 2,0                    |
| 12      | Itàlia         | 33,5                             | 1,7       | 1,5                    |
| 13      | Austràlia      | 32,3                             | 1,9       | 1,4                    |
| 14      | Canadà         | 26,9                             | 1,2       | 1,2                    |
| 15      | Israel         | 23,4                             | 4,5       | 1,0                    |
| 16      | Espanya        | 20,3                             | 1,5       | 0,9                    |
| 17      | Brasil         | 20,2                             | 1,1       | 0,9                    |
| 18      | Polònia        | 16,6                             | 2,4       | 0,7                    |
| 19      | Països Baixos  | 15,6                             | 1,6       | 0,7                    |
| 20      | Qatar          | 15,4                             | 7,0       | 0,7                    |
| 21      | Taiwan         | 12,5                             | 1,6       | 0,6                    |
| 22      | Singapur       | 11,7                             | 2,8       | 0,5                    |
| 23      | Turquia        | 10,6                             | 1,2       | 0,5                    |
| 24      | Pakistan       | 10,3                             | 2,6       | 0,5                    |
| 25      | Colòmbia       | 9,9                              | 3,1       | 0,4                    |
| 26      | Algèria        | 9,1                              | 4,8       | 0,4                    |
| 27      | Indonèsia      | 9,0                              | 0,7       | 0,4                    |
| 28      | Mèxic          | 8,5                              | 0,6       | 0,4                    |
| 29      | Noruega        | 8,4                              | 1,6       | 0,4                    |
| 30      | Kuwait         | 8,2                              | 4,5       | 0,4                    |
| 31      | Grècia         | 8,1                              | 3,7       | 0,4                    |
| 32      | Suècia         | 7,7                              | 1,3       | 0,3                    |
| 33      | Bèlgica        | 6,9                              | 1,2       | 0,3                    |
| 34      | Iran           | 6,8                              | 2,6       | 0,3                    |
| 35      | Suïssa         | 6,1                              | 0,8       | 0,3                    |
| 36      | Oman           | 5,8                              | 5,2       | 0,3                    |
| 37      | Tailàndia      | 5,7                              | 1,2       | 0,3                    |
| 38      | Xile           | 5,6                              | 1,8       | 0,2                    |
| 39      | Dinamarca      | 5,5                              | 1,2       | 0,2                    |
| 40      | Romania        | 5,2                              | 1,7       | 0,2                    |

| Posició | País           | Despesa (miliards de dòlars EUA) |
| ------- | -------------- | -------------------------------- |
| 01      | Estats Units   | 738,0                            |
| 02      | Xina           | 193,3                            |
| 03      | Índia          | 64,1                             |
| 04      | Regne Unit     | 61,5                             |
| 05      | Rússia         | 60,6                             |
| 06      | França         | 56,8                             |
| 07      | Alemanya       | 51,3                             |
| 08      | Japó           | 49,7                             |
| 09      | Aràbia Saudita | 48,5                             |
| 10      | Corea del Sud  | 40,4                             |
| 11      | Austràlia      | 31,3                             |
| 12      | Itàlia         | 29,3                             |
| 13      | Brasil         | 22,1                             |
| 14      | Canadà         | 20,0                             |
| 15      | Israel         | 19,8                             |